# Giulianova Calcio 1995-1996
Questa pagina raccoglie le informazioni riguardanti il Giulianova Calcio nelle competizioni ufficiali della stagione 1995-1996.

## Rosa
| N. |                   | Ruolo | Calciatore         |
| -- | ----------------- | ----- | ------------------ |
|    | Italia (bandiera) | A     | Raimondo Acampora  |
|    | Italia (bandiera) | A     | William Aldrovandi |
|    | Italia (bandiera) | C     | Orlando Camelo     |
|    | Italia (bandiera) | C     | Luca Campanile     |
|    | Italia (bandiera) | D     | Espedito Chionna   |
|    | Italia (bandiera) | D     | Riccardo Contadini |
|    | Italia (bandiera) | C     | Michele De Feudis  |
|    | Italia (bandiera) | C     | Davide D'Incecco   |
|    | Italia (bandiera) | A     | Danilo Di Vincenzo |
|    | Italia (bandiera) | D     | Paolo Ferretti     |

| N. |                   | Ruolo | Calciatore           |
| -- | ----------------- | ----- | -------------------- |
|    | Italia (bandiera) | P     | Stefano Grilli       |
|    | Italia (bandiera) | C     | Marco Lo Pinto       |
|    | Italia (bandiera) | P     | Gianni Merletti      |
|    | Italia (bandiera) | D     | Salvo Parisi         |
|    | Italia (bandiera) | C     | Vittorio Pinciarelli |
|    | Italia (bandiera) | A     | Sauro Pugnitopo      |
|    | Italia (bandiera) | C     | Danilo Rastelli      |
|    | Italia (bandiera) | D     | Gianluca Rosone      |
|    | Italia (bandiera) | C     | Ferdinando Ruffini   |
|    | Italia (bandiera) | A     | Lorenzo Traini       |

## Risultati

### Campionato

#### Girone di andata
| 3 settembre 1995 1ª giornata | Giulianova | 2 – 0 | Fasano |  |

| 10 settembre 1995 2ª giornata | Sporting Benevento | 1 – 0 | Giulianova |  |

| 17 settembre 1995 3ª giornata | Giulianova | 4 – 1 | Taranto |  |

| 24 settembre 1995 4ª giornata | Albanova | 2 – 0 | Giulianova |  |

| 1º ottobre 1995 5ª giornata | Giulianova | 2 – 0 | Matera |  |

| 8 ottobre 1995 6ª giornata | Battipagliese | 0 – 2 | Giulianova |  |

| 15 ottobre 1995 7ª giornata | Catanzaro | 0 – 1 | Giulianova |  |

| 22 ottobre 1995 8ª giornata | Giulianova | 0 – 0 | Teramo |  |

| 29 ottobre 1995 9ª giornata | Frosinone | 1 – 1 | Giulianova |  |

| 5 novembre 1995 10ª giornata | Giulianova | 2 – 2 | Viterbese |  |

| 12 novembre 1995 11ª giornata | Avezzano | 1 – 3 | Giulianova |  |

| 19 novembre 1995 12ª giornata | Giulianova | 0 – 1 | Bisceglie |  |

| 3 dicembre 1995 13ª giornata | Astrea | 2 – 3 | Giulianova |  |

| 10 dicembre 1995 14ª giornata | Giulianova | 3 – 0 | Catania |  |

| 17 dicembre 1995 15ª giornata | Giulianova | 2 – 1 | Trani |  |

| 30 dicembre 1995 16ª giornata | Castrovillari | 0 – 1 | Giulianova |  |

| 7 gennaio 1996 17ª giornata | Giulianova | 1 – 0 | Marsala |  |

#### Girone di ritorno
| 14 gennaio 1996 18ª giornata | Fasano | 0 – 0 | Giulianova |  |

| 21 gennaio 1996 19ª giornata | Giulianova | 2 – 0 | Sporting Benevento |  |

| 28 gennaio 1996 20ª giornata | Taranto | 3 – 1 | Giulianova |  |

| 4 febbraio 1996 21ª giornata | Giulianova | 1 – 1 | Albanova |  |

| 11 febbraio 1996 22ª giornata | Matera | 0 – 1 | Giulianova |  |

| 18 febbraio 1996 23ª giornata | Giulianova | 0 – 0 | Battipagliese |  |

| 25 febbraio 1996 24ª giornata | Giulianova | 3 – 1 | Catanzaro |  |

| 10 marzo 1996 25ª giornata | Teramo | 1 – 0 | Giulianova |  |

| 17 marzo 1996 26ª giornata | Giulianova | 2 – 2 | Frosinone |  |

| 24 marzo 1996 27ª giornata | Viterbese | 1 – 0 | Giulianova |  |

| 31 marzo 1996 28ª giornata | Giulianova | 0 – 0 | Avezzano |  |

| 14 aprile 1996 29ª giornata | Bisceglie | 0 – 0 | Giulianova |  |

| 20 aprile 1996 30ª giornata | Giulianova | 2 – 2 | Astrea |  |

| 28 aprile 1996 31ª giornata | Catania | 1 – 2 | Giulianova |  |

| 5 maggio 1996 32ª giornata | Trani | 2 – 2 | Giulianova |  |

| 12 maggio 1996 33ª giornata | Giulianova | 0 – 3 | Castrovillari |  |

| 19 maggio 1996 34ª giornata | Marsala | 1 – 1 | Giulianova |  |

### Play-off

#### Semifinali
| 9 giugno 1996 Andata | Viterbese | 2 – 1 | Giulianova |  |

| 16 giugno 1996 Ritorno | Giulianova | 1 – 0 | Viterbese |  |

##### Finale
| Foggia 27 giugno 1996 | Giulianova | 0 – 0 (3-0 dtr) | Albanova |  |

### Coppa Italia Serie C

#### Primo turno
| 20 agosto 1995 Andata | Giulianova | 1 – 1 | Teramo |  |

| 30 agosto 1995 Ritorno | Teramo | 2 – 0 | Giulianova |  |